# Szagdardżawyn Nacagdordż
Szagdardżawyn Nacagdordż (mong.: Шагдаржавын Нацагдорж; ur. 1918, zm. 2001) – mongolski historyk, wykładowca akademicki.
W latach 1935–61 pracownik gabinetu historycznego w mongolskim Komitecie Nauk. Od 1961 roku dyrektor instytutu historii w Mongolskiej Akademii Nauk. W 1972 roku zdobył tytuł doktora historii. Ponadto wydawca materiałów źródłowych do historii Mongolii, współredaktor trzytomowej syntezy Historia Mongolskiej Republiki Ludowej (Бүгд Найрамдах Монгол Ард Улсын Түүх, Bügd Najramdach Mongol Ard Ulsyn Tüüch). Jego najważniejsze publikacje to Historia Chałchy z 1963 roku (Халхын Түүх, Chalchyn Tüüch) i Biografia Czyngis-chana z 1991 roku (Чингис хааны цадиг, Czingis chaany cadig).